# Tonicella lineata
Tonicella lineata är en blötdjursart som först beskrevs av Charles Thorold Wood 1815.  Tonicella lineata ingår i släktet Tonicella och familjen Ischnochitonidae. Inga underarter finns listade i Catalogue of Life.